# Cockburn Sound
Cockburn Sound är ett sund i Australien. Det ligger i delstaten Western Australia, omkring 31 kilometer sydväst om delstatshuvudstaden Perth.
Runt Cockburn Sound är det ganska tätbefolkat, med 248 invånare per kvadratkilometer. Genomsnittlig årsnederbörd är 1 018 millimeter. Den regnigaste månaden är maj, med i genomsnitt 176 mm nederbörd, och den torraste är februari, med 9 mm nederbörd.